# Los Amaya
Los Amaya es un dúo musical español formado a finales de la década de los 60 en Barcelona por los hermanos de etnia gitana José (La Coruña, 1952) y Delfín Amaya (Oviedo, 1954),  aún en activo, y uno de los principales exponentes de la denominada rumba catalana.

## Biografía
Provenían de una familia gitana de Vic y familiares de la bailaora Carmen Amaya. Desde niños ya tocaban la guitarra y cantaban en las fiestas gitanas. Sus primeros pasos en el mundo del espectáculo los dieron de la mano del guitarrista de Carmen Amaya, Andrés Batista, y en 1969 debutaron discográficamente con un repertorio variado de canciones aflamencadas, como "Los campanilleros", pero sobre todo versiones rumberas del tema de la película "El bueno, el feo y el malo", "Zapatero remendón", "Pena, tristeza y dolor" o "Bailadores".
Se dieron a conocer en 1971, con su versión del clásico iberoamericano "Caramelos", que se convierte en un gran éxito. También en esta época grabaron otras grandes canciones, como el sencillo "El jala-jala", una versión de Richie Ray & Bobby Cruz y en la cara B "Soy un vagabundo" (letra de C.Ramos Prada). .
En 1978 conocieron a Tony Ronald, que sería una figura clave en el desarrollo posterior de su carrera, quien los contrata para su sello discográfico. Con él como productor llegan a su época dorada, en la que grabaron para RCA temas tan exitosos como "La inyección". A partir de ahí, con "Vete" (su mayor éxito hasta el momento), "Amor amor", "Decirle a ella que vuelva"... y siempre bajo la batuta de Ronald, el grupo se vuelve más orientado hacia las baladas y las canciones sentimentales, a la vez que la instrumentación mejora mucho, con arreglos de Jaime Marques que incluyen sección de vientos, guitarra eléctrica y multitud de otros instrumentos. En esta época trabajaron con ellos en el estudio músicos tan ilustres dentro de la escena española como Josep Mas "Kitflus", Max Sunyer o Carles Benavent.
Tras esta época dorada, grabaron multitud de discos para varios sellos y con una falta de orientación bastante palpable, a menudo grabando material de otros compositores de una calidad muy inferior a sus creaciones (curiosamente, esta época incluye su regreso a la popularidad con su aparición en la ceremonia de clausura de los Juegos Olímpicos de Barcelona de 1992). Una nueva asociación con Tony Ronald les llevó a grabar dos nuevos discos: Únicos y En directo.
Se les considera responsables de introducir la guitarra eléctrica en la rumba flamenca y uno de los principales exponentes de la rumba catalana, a la altura de El Pescaílla, Peret, Chacho o Gato Pérez.

## Discografía

### Discos en CD
- Los Amaya - En directo. Desde la sala Luz del gas (2000).
- Todas sus grabaciones en Discos Regal y Odeón (1969-1976) (Rama Lama Music, 2001).
- Sus tres primeros LP en Discos RCA (1977-1979) (Rama Lama Music, 2001).
- Marylin (CBS-Sony).
- Perdóname, mujer (Divucsa, 1995).
- El platanito' (Divucsa, 1997).
- En directo (Picap, 2000).
- Únicos (Picap, 2003).
- Vuelven... Los Amaya! (2013)

### Singles vinilo
- Zapatero remendón/Bailadores (1971)
- Caramelos/¡Qué mala suerte la mía! (1971)
- Vive la vida hoy/Ya la pagarás
- Bailen mi rumbita/El calambre (1972)
- Malakatra/Cuando el viento sopla (1973)
- El lavaplatos/No lloro más (1973)
- Chiribi/Yo no sé por qué (1974)
- Banbani/Vuelve (1975)
- Llévame/Tócame la bocina (1976)
- Vete/Llorarás (1977)
- La inyección (Que te la pongo)/Cocos (1977)
- Nosotros, los gitanos (1977)
- Mil defectos/Chica bonita (1978)
- Mujer/A ti pueblo gitano (1978)
- Amor amor/Chimbala (1979)
- Decirle a ella que vuela/Niña (1979)
- Traicionera/Como en los años 20 (1981)
- Chica bum/Mamá (1981)
- Ilusionañi/No llores muchacho (1983)
- Ahora (1983)
- Miénteme de diía/Tentación (1984)
- 15 años/¡Qué bonito fue! (1984)
- Marilyn/Olé Olé (1987)
- Nueva York/Nueva York (1991)
- Corazón de madera (1992)

### Discos de homenaje
- Bailen mi rumbita - Tributo a Los Amaya (El Diablo, 2005).
- Vuelven Los Amaya (2013).